# عثمان طاها
عثمان طاها (عربی: عثمان طه) خطاط قرآن است. او در سال ۱۹۳۴ میلادی در ریف حلب متولد شد. عثمان طاها اهل حلب کشور سوریه است؛ و بیش از ۳۰ سال است که در شهر مدینه اقامت دارد.
عثمان طاها مدرک لیسانس رشته «شریعت اسلامی» را دارد و در زمینه زبان عربی، نقاشی و هنرهای اسلامی نیز دوره‌هایی را گذرانده و مطالعات زیادی نیز داشته‌است. او اجازه خطاطی را در سال ۱۹۷۳ میلادی از حامد الآمدی اهل کشور ترکیه دریافت کرد. وی نزد خطاطان سرشناسی همچون محمدعلی مولوی و ابراهیم رفاعی در حلب و محمد بدوی دیرانی در دمشق شاگردی کرد. طاها نخستین بار در سال ۱۹۷۰ میلادی قرآنی را به خط خودش برای وزارت اوقاف و شئونات اسلامی سوریه نوشت. وی از سال ۱۹۸۸ میلادی که به عربستان سعودی مهاجرت کرد، در چاپخانه قرآن کریم ملک فهد، در مدینه مشغول به کار است. قرآن دست خط وی، به دلیل ویژگی‌های زیادی که دارد، در حال حاضر پر تیراژترین قرآن موجود در جهان است. وی به زبان فارسی نیز تاحدودی تسلط دارد.
«عثمان طه» در مورد علت تسلطش بر زبان فارسی می‌گوید: من به خط نستعلیق فارسی علاقه زیادی دارم و هنگام تمرین بر نوشته‌های فارسی، لازم می‌شود که معنای کلمات را بفهمم و این باعث شد به زبان فارسی علاقه‌مند شوم. دیگر اینکه استاد «امیرخانی» از ایران، دوست بنده است و من از ایشان و بعضی از دوستان، ضرب‌المثل‌های فارسی زیادی را یادگرفته‌ام.
در ایران نیز پرویز نیک‌بین به کتابت قرآن کریم به «خط نستعلیق شیوه تحریری عثمان طه» پرداخت.

## ویژگی قرآن
غالب قرآن‌های موجود در کشورها بخط عثمان طه است. بهترین امتیاز کار این نویسنده تنظیم قرآن در صفحات با آیات کامل است لذا آیه ۲۸۲ بقره که طولانی‌ترین آیه قرآن است در یک صفحه گنجانده شده (ص. ۴۸) و کل قرآن در ۶۰۴ صفحه تنظیم گردیده‌است. هر صفحه ۱۵ خط. علاوه بر این هر جزء این قرآن به استثنای جز اول و آخر در ۲۰ صفحه تنظیم گشته‌اند.
دیگر ویژگی این قالب خطی این است که تمامی مذاهب اسلام به ویژه اهل سنّت از همین نسخه قرآن استفاده می‌کنند.